# Świnice Warckie (gmina)
Pour les articles homonymes, voir Świnice Warckie.
Świnice Warckie est une gmina (commune) rurale (gmina wiejska) du powiat de Łęczyca, dans la Łódź, dans le centre de la Pologne.
Son siège administratif (chef-lieu) est le village de Świnice Warckie, qui se situe environ 20 kilomètres (km) à l'ouest de Łęczyca (siège du powiat) et 47 kilomètres au nord-ouest de la capitale régionale Łódź (capitale de la voïvodie).
La gmina couvre une superficie de 93,95 km2 pour une population de 4 114 habitants en 2006.

## Histoire
De 1975 à 1998, la gmina est attachée administrativement à la voïvodie de Konin.

Depuis 1999, elle fait partie de la voïvodie de Łódź.

## Géographie
La gmina inclut les villages et localités de :
- Bielawy
- Chęcin
- Chorzepin
- Chorzepinek
- Chwalborzyce
- Drozdów
- Głogowiec
- Grodzisko
- Gusin
- Hektary
- Holendry
- Kaznów
- Kaznówek
- Kosew
- Kozanki Podleśne
- Kraski
- Ładawy
- Łyków
- Parski
- Piaski
- Podgórze
- Podłęże
- Polusin
- Rogów
- Rydzyna
- Stawiszynek
- Stemplew
- Strachów
- Świnice Warckie
- Świnice Warckie-Kolonia
- Tolów
- Władysławów
- Wola Świniecka
- Wyganów
- Zbylczyce
- Zimne

### Gminy voisines
La gmina de Świnice Warckie est voisine des gminy de:
- Dąbie
- Grabów
- Łęczyca
- Uniejów
- Wartkowice

## Structure du terrain
D'après les données de 2014, la superficie de la commune de Świnice Warckie est de 93,95 kilomètres carrés, répartis comme telle :
- terres agricoles : 82 %
- forêts : 7 %

La commune représente 12,10 % de la superficie du powiat.

## Démographie
Données du 30 juin 2014 :
| Description        | Total  | Total | Femmes | Femmes | Hommes | Hommes |
| ------------------ | ------ | ----- | ------ | ------ | ------ | ------ |
| Unité              | Nombre | %     | Nombre | %      | Nombre | %      |
| Population         | 4 062  | 100   | 2 034  | 50,1   | 2 028  | 49,9   |
| Densité (hab./km²) | 43     | 43    | 22     | 22     | 21     | 21     |